# Zygmunt Jaworski
Zygmunt Jaworski (ur. 2 maja 1925 w Krzyczkach Szumnych, zm. 24 grudnia 2022 w Warszawie) – polski profesor nauk o kulturze fizycznej

## Wykształcenie

### Studia wyższe
1952-1958 - Akademia Wychowania Fizycznego w Warszawie, magister wychowania fizycznego.
1967-1969 - Wydział Psychologii i Pedagogiki Uniwersytetu Warszawskiego – studia II stopnia w zakresie pedagogiki (absolutorium).

### Awanse naukowe
- 1962 doktor wychowania fizycznego.
- 1982 doktor habilitowany nauk wychowania fizycznego.
- 1993 profesor nauk o kulturze fizycznej.

## Główne obszary zainteresowań naukowo-badawczych
- postawa ciała, rozwój i sprawność fizyczna dzieci i młodzieży,
- szkolne wychowanie fizyczne w Polsce i w innych krajach,
- kształcenie kadr kultury fizycznej w Polsce i w innych krajach,
- efektywność studiów wychowania fizycznego oraz rynek pracy ich absolwentów,
- organizacja i zarządzanie w sferze kultury fizycznej w Polsce i w innych krajach,
- kultura zdrowotna młodzieży szkolnej.

## Praca
1945 - 1955 - instruktor wojskowego wychowania fizycznego
1956 - 1962 - naczelnik Wydziału Powszechnego Wychowania Fizycznego w Głównym Komitecie Kultury Fizycznej
1962 - 1963 - przewodniczący Rady Wojewódzkiej LZS województwa warszawskiego
1963 - 1967 - wicedyrektor Departamentu Wychowania Fizycznego i Turystyki w Ministerstwie Oświaty
1969 - 1973 - dyrektor Departamentu Nauki i Kształcenia Kadr w Głównym Komitecie Kultury Fizycznej i Turystyki – inicjator i organizator reformy studiów wychowania fizycznego.
Od 1973 r. – tylko szkoły wyższe.

### Instytuty naukowo-badawcze i szkoły wyższe
- 1962-1969 Instytut Naukowy Kultury Fizycznej w Warszawie – adiunkt, od 1966 r. – samodzielny pracownik naukowo-badawczy;
- 1969-1972 Instytut Pedagogiki w Warszawie – samodzielny pracownik naukowo-badawczy;
- 1973-1998 Akademia Wychowania Fizycznego w Warszawie – docent, profesor nadzwyczajny, od1993 r. – profesor zwyczajny;
- 1991-1994 Uniwersytet Łódzki, Wydział Nauk o Wychowaniu – profesor nadzwyczajny, od 1993 – profesor zwyczajny (drugie miejsce zatrudnienia). Realizacja autorskiego programu studiów wychowania fizycznego i zdrowotnego – pierwszych studiów tego rodzaju w Polsce;
- 2006 Wyższa Szkoła Kultury Fizycznej i Turystyki w Pruszkowie – profesor zwyczajny;
- 2007-2009, 2013-2015 ALMAMER Szkoła Wyższa w Warszawie, Wydział Rekreacji i Turystyki – profesor zwyczajny

## Inna działalność
- W latach 1984–1990, redaktor naczelny miesięcznika ,,Wychowanie Fizyczne i Higiena Szkolna’’ (od 1989 r. przemianowany na „Wychowanie Fizyczne i Zdrowotne”)
- W latach 1986–1993, członek Rady Głównej Nauki i Szkolnictwa Wyższego trzech kadencji

## Ważniejsze publikacje

### Druki zwarte
- Szkolne wychowanie fizyczne w Polsce Ludowej. Podstawowe fakty i poglądy. AWF, Warszawa1976.
- Szkolne wychowanie fizyczne w różnych krajach. AWF, Warszawa 1976.
- Wyższe studia wychowania fizycznego. Analiza porównawcza. AWF, Warszawa 1982 (rozprawa habilitacyjna).
- Koncepcje krzewienia kultury zdrowotnej w szkole polskiej (1965-2004). Oficyna Wydawniczo Poligraficzna ,,Adam’’, Warszawa 2005. ISBN 83-7232-656-8
- Rozwój publicznych uczelni Wychowania fizycznego w Polsce. ALMAMER Wyższa Szkoła Ekonomiczna, Warszawa 2007 (współautorka Krystyna Buchta). ISBN 978-83-60197-34-9
- Studia turystyki i rekreacji w Polsce. Programy i podmioty – propozycje standardów. ALMAMER Wyższa Szkoła Ekonomiczna, Warszawa 2008. ISBN 978-83-60197-73-8
- Sport z dystansu. Fakty i refleksje. ALMAMER Szkoła Wyższa, Warszawa 2015[3]. ISBN 978-83-62644-29-2 (wersja drukowana), ISBN 978-83-62644-30-8 (ebook PDF)

### Wydawnictwa ciągłe
- Charakterystyka przednio-tylnych krzywizn kręgosłupa u wiejskiej młodzieży męskiej powiatu pułtuskiego w wieku 11-15 lat. „Wychowanie Fizyczne i Sport” 1958, nr 3, s. 433-443 (praca magisterska)
- Zmiany sezonowe w przyrostach wysokości i ciężaru ciała młodzieży wiejskiej. ,,Materiały i Prace Antropologiczne’’,1962, nr 63, s. 61-92 (rozprawa doktorska)
- Postawa ciała chłopców o różnym stopniu dojrzałości płciowej i różnym wieku kostnym. ,,Wychowanie Fizyczne i Sport’’ 1969, nr 4, s. 25-37 (współautor Ryszard Przewęda).
- Działalność naukowo-badawcza w dziedzinie wojskowego wychowania fizycznego i sportu w latach 1953-1955. ,,Kultura Fizyczna’’ 1968, 10, s. 442-446.
- Prognostyczny model krzewienia kultury zdrowotnej i fizycznej w systemie edukacji szkolnej w Polsce. ,,Roczniki Naukowe AWF w Warszawie’’, 1986, Tom XXIX , s. 25-47.
- Z badań nad kształceniem kadr naukowych. Rozprawy doktorskie i habilitacyjne w warszawskiej Akademii Wychowania Fizycznego ,,Wychowanie Fizyczne i Sport’’ 1995, nr 3, s. 73-106.
- Z badań nad kształceniem kadr naukowych. Rozprawy doktorskie w akademiach wychowania fizycznego w Krakowie, Poznaniu i we Wrocławiu. ,,Wychowanie Fizyczne i Sport’’ 1996, 2, s. 69-86.
- Reforma studiów wychowania fizycznego w Polsce w latach 1969-1973. Część pierwsza. ,,Wychowanie Fizyczne i Sport’’ 1996, nr 3, 79-97.
- Reforma studiów wychowania fizycznego w Polsce w latach 1969-1973. Część druga. ,,Wychowanie Fizyczne i Sport’’ 1996, nr 4, s. 53-65.
- Transformacja pojęć: od higieny do kultury zdrowotnej. ,,Zdrowie- Kultura Zdrowotna – Edukacja’’ 2009, t. IV, s. 109-122.